# Jean Van Houtte
Jean Marie Joseph, baró Van Houtte (Gant, 17 de març de 1907-Brussel·les, 23 de maig de 1991) va ser un polític belga.
Doctor en dret, Van Houtte va ensenyar a la Universitat de Gant i a la Universitat de Lieja. Va ser director de l'Institut Belga de les Finances Públiques i senador pel PSC-CVP des de 1949 fins a 1968.
Ministre de les Finances durant els governs de Jean Duvieusart i Joseph Pholien, Van Houtte va ser Primer ministre des del 15 de gener de 1952 fins al 23 d'abril de 1954. El seu govern va ser marcat per la recessió econòmica i pel debat sobre la conscripció (particularment durant el període de servei militar).